# 第17F海軍航空隊
第17F海軍航空隊（だい17Fかいぐんこうくうたい、仏: Flottille 17F）は、フランス海軍海軍航空隊遠征航空群隷下の戦闘機部隊。 1958年4月1日にディエール・ル・パリヴェストル海軍航空基地で編成された。ランディヴィジオ海軍航空基地に所在し、戦闘機にラファールMを運用する。

## 歴史
第17F海軍航空隊は、チャンスボートF4U-7飛行隊として1958年4月1日にディエール・ル・パリヴェストル海軍航空基地で新編され、撮影・攻撃・爆撃に関する教育訓練を担当した。同年8月にチュニジアのカロウバ海軍航空基地に移駐、1962年3月までアルジェリア戦争中のフランス領アルジェリアにおける秩序維持作戦に参加し、1962年4月1日に解隊された。1964年6月6日にダッソーエタンダールIV M飛行隊としてディエール・ル・パリヴェストル海軍航空基地で再編成され、フランス領ポリネシアでの核実験支援任務に従事したほか、ジブチ独立に伴うサフィールI及びサフィールII作戦に参加した。1980年9月5日からダッソーシュペルエタンダールへの機種転換が行われ、1983年にレバノン内戦でのオリファント作戦、1988年にイラン・イラン戦争によるシーレーン保護のためオマーン湾に展開してのプロメテウス作戦、1989年にはレバノン沖に展開して自国民保護のためのカプセル作戦に参加、1991年に勃発した湾岸戦争においてもダゲ作戦に参加してイラク空爆を実施した。
第17F海軍航空隊は1993年8月18日にランディヴィジオ海軍航空基地に移駐し、1994年から能力向上改修型のシュペルエタンダールMの配備が開始された。
また、1993年から1996年の期間、空母クレマンソー（R98 Clemenceau）及びフォッシュ（R99 Foch）に搭載されてユーゴスラビア紛争での国際連合保護軍（UNPROFOR）に参加し、偵察・地上部隊支援任務に従事した。2001年5月18日の空母シャルル・ド・ゴール（R91 Charles de Gaulle）就役後、同艦の艦載機部隊となり、同年9月11日に発生したアメリカ同時多発テロ事件以降、不朽の自由作戦におけるヘラクレス作戦のため第11F海軍航空隊及び第12F海軍航空隊とともにオマーン湾に展開し、アフガニスタンに対する空爆作戦に従事した。2002年3月2日にはアメリカ合衆国軍主導のアナコンダ作戦に参加し、第17F海軍航空隊のシュペルエタンダールMは約3,000kmの長距離飛行を実施。途中で空中給油を受け、目標へのレーザー誘導爆弾投下を実施した。第17F海軍航空隊は2006年5月と2007年3月及び2008年6月6日から10月5日にかけて再びアフガニスタン戦域に派遣され、カンダハール国際空港に展開した。この間、244回出撃して119箇所を攻撃、飛行時間は合計930時間におよんだ。
2011年にはアルマッタン作戦に参加してリビアへの空爆任務を実施、同年9月19日に第11F海軍航空隊がダッソーラファールMに機種転換したことに伴い、同航空隊に配備されていたシュペルエタンダールMが第17F海軍航空隊に移管され、最後のシュペルエタンダールM飛行隊となった。2016年7月に海軍航空隊3番目のラファール飛行隊としてラファールMへ機種転換を実施している。

## 配備基地の変遷
- ディエール・ル・パリヴェストル海軍航空基地（プロヴァンス＝アルプ＝コート・ダジュール地域圏ヴァール県）（1958年4月 - 1958年8月）
- カロウバ海軍航空基地（フランス語版）（チュニジア・ビゼルト県ビゼルト）（1958年8月 - 1962年3月）
- ディエール・ル・パリヴェストル海軍航空基地（プロヴァンス＝アルプ＝コート・ダジュール地域圏ヴァール県）（1964年1月 - 1967年12月）
- R98 クレマンソー（1968年1月 - 1968年12月）
- ディエール・ル・パリヴェストル海軍航空基地（プロヴァンス＝アルプ＝コート・ダジュール地域圏ヴァール県）（1968年12月 - 1993年7月）
- ランディヴィジオ海軍航空基地（ブルターニュ地域圏フィニステール県）（1993年7月 - ）

## 歴代運用機
- 戦闘機

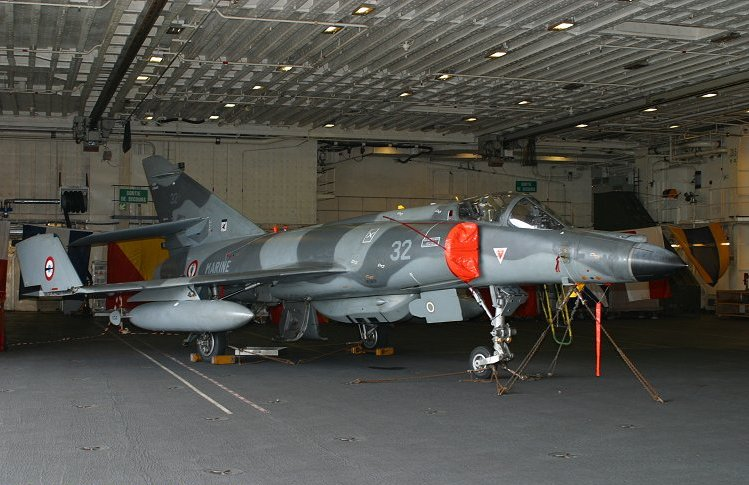
第17F海軍航空隊で運用したシュペルエタンダールM

  - F4U-7（1958年4月 - 1962年4月）
  - ラファールM（2016年9月 - ）
- 攻撃機
  - エタンダールIV M（1964年6月 - 1980年6月）
  - シュペルエタンダールM（1993年7月 - 2016年6月）